# Bataille de Cape Fear
Âge d'or de la piraterie
Batailles
- Mata Asnillos (1671)
- Cape Fear (1718)
- Île d'Ocracoke (1718)
- Anjouan (1720)
- Saint-Denis (1721)

La bataille de Cape Fear est une bataille entre une expédition navale britannique venue de la Province de Caroline et commandée par William Rhett (en) et les navires pirates de Stede Bonnet en septembre 1718. La bataille porte le nom du fleuve Cape Fear puisqu'elle s'est déroulé près de l'estuaire de ce fleuve.
Les forces régulières battent les pirates, ce qui mène à l'arrestation de Bonnet et sa pendaison à Charleston peu après.